# LG Electronics

LG Electronics logotyp.

LG Electronics, dotterbolag till LG, grundades 1958 i Seoul och var pionjärer inom utveckling av den första radiomottagaren i Korea. Kort därefter startade tillverkningen av egna TV-apparater främst till hemmamarknaden.
Företaget sålde hushållsprodukter under namnet Lucky och hemelektronik under namnet Goldstar. Efter att återkommande under flera år ha drabbats av vikande försäljning och lönsamhet började företaget arbeta efter en ny strategi med avsikten att förbättra lönsamheten. Målsättningen med den nya strategin var att skapa ökad försäljning genom en förändrad attityd till varumärket genom en genomgående kvalitetshöjning av företagets produkter samt ett namnbyte. 
Företaget bytte 1995 namn från Lucky Goldstar (Lucky Geumseong i Korea) till det nuvarande namnet LG Electronics. Idag är LG officiellt en förkortning för Life's Good[källa behövs].
Företaget sponsrade ishockeyturneringen LG Hockey Games.

## Produkter
- Monitor
- Flash-minnen
- LCD Skärmar
- Plasmaskärmar
- OLED Skärmar
- Tjock-TV
- DVD-spelare och även DVD-inspelare
- Blu-ray-spelare
- Hemmabio
- Projektorer
- Mobiltelefoner
- Bärbara Datorer
- CD och DVD-drives
- Kyl och frys
- Diskmaskiner
- Tvättmaskiner
- Massagestavar
- Dammsugare
- Luftkonditionering